# Chlum (hrad, okres Kutná Hora)
Zřícenina hradu Chlum stojí ve vsi Chlum, která se nachází zhruba 3 km jihovýchodně od Zbýšova v okrese Kutná Hora. Zbytky hradu se nalézají při východním okraji Chlumu na nevelké ostrožně nad rybníkem napájeným Chlumským potokem v nadmořské výšce 460 metrů. Pozůstatky hradu jsou chráněny jako kulturní památka.

## Historie
Hrad byl vybudován na místě hradiště ve druhé polovině 13. století nejspíše předkem rodu Slavatů z Chlumu a Košumberka Blehem, či později jeho syny. Tento starý český rod, který přesídlil z Litoměřicka do Čáslavského kraje v první polovině 13. století vlastnil hrad téměř 300 let. V 15. století byl hrad rozšířen a opevněn. Během třicetileté války byl několikrát poničen císařským vojskem a poté zpustl. Kámen z hradu byl použit jako stavební materiál při obnově poničené vsi.

## Stavební podoba

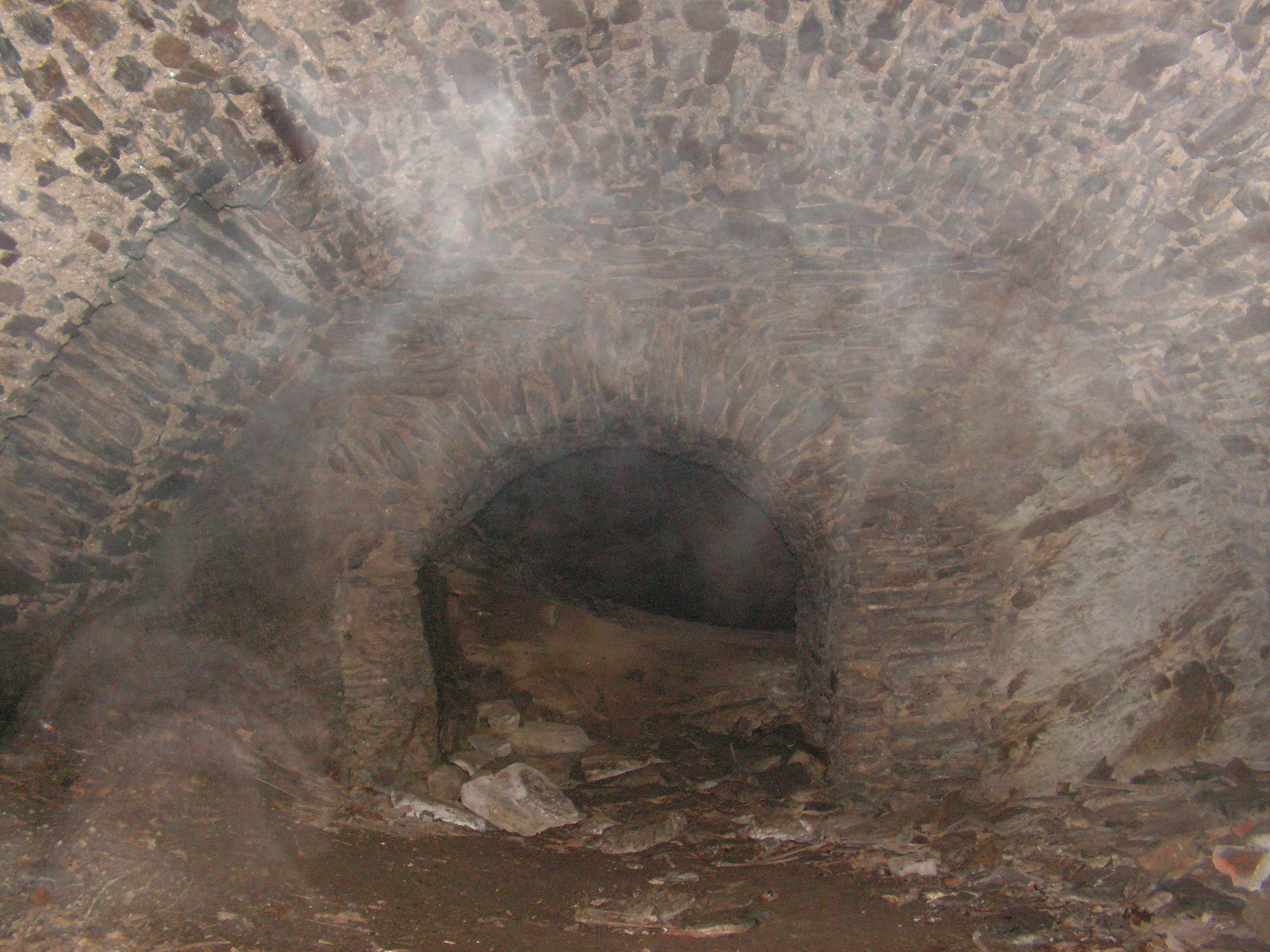
Jedna ze sklepních místností

Podobu předhradí neznáme, protože bylo zničeno vesnickou zástavbou. Z jeho opevnění se dochoval krátký úsek valu u jihozápadní bašty vnitřního hradu.
Pravidelné hradní jádro obklopoval příkop a mohutný val před ním, který byl hlavní složkou dělostřeleckého opevnění ze druhé poloviny 15. století. Na čelní straně byl zesílen dvěma okrouhlými zemními baštami a menší homolovitou baštou na severovýchodní straně. Na severní straně bylo opevnění zesíleno druhou linií valu založenou níže ve svahu. Ze zástavby jádra, která zřejmě obepínala celý jeho obvod, se dochoval jen fragment východního palácového křídla s otiskem roubené komory a valenými klenbami zaklenutý suterén jižního paláce. Mezi východním a jižním palácovým křídlem vedlo spojovací křidélko.